# Johan Edin
Johan Edin (* 9. Februar 1987 in Sundsvall) ist ein schwedischer Skilangläufer. Er startete hauptsächlich in der Disziplin Sprint.

## Werdegang
Edin nahm von 2006 bis 2017 vorwiegend am Scandinavian Cup teil. Seine beste Platzierung dabei errang er im Februar 2013 in Jõulumäe mit dem dritten Platz im Sprint. Sein erstes Weltcuprennen lief er im März 2006 in Borlänge, welches er mit dem 53. Platz im Sprint beendete. Im Dezember 2008 holte er in Düsseldorf mit dem 26. Rang im Sprint seine ersten Weltcuppunkte. Bei der Winter-Universiade 2011 in Erzurum kam er auf den 16. Platz im Sprint. Seine beste Platzierung in einen Weltcuprennen erreichte er im Dezember 2012 in Québec, welches er auf dem achten Platz im Sprint beendete. Bei den nordischen Skiweltmeisterschaften 2015 in Falun belegte er den 43. Platz im Sprint. Letztmals im Weltcup startete er im Januar 2017 in Falun, wobei er den 30. Platz im Sprint errang.

## Weltcup-Statistik
Die Tabelle zeigt die erreichten Platzierungen im Einzelnen.
- 1.–3. Platz: Anzahl der Podiumsplatzierungen
- Top 10: Anzahl der Platzierungen unter den ersten zehn
- Punkteränge: Anzahl der Platzierungen innerhalb der Punkteränge
- Starts: Anzahl gelaufener Rennen in der jeweiligen Disziplin
- Hinweis: Bei den Distanzrennen erfolgt die Einordnung gemäß FIS.

| Platzierung         | Distanzrennen a | Distanzrennen a | Distanzrennen a | Distanzrennen a | Distanzrennen a | Skiathlon Verfolgung | Sprint | Etappen- rennen b | Gesamt | Team c | Team c  |
| Platzierung         | ≤ 5 km          | ≤ 10 km         | ≤ 15 km         | ≤ 30 km         | > 30 km         | Skiathlon Verfolgung | Sprint | Etappen- rennen b | Gesamt | Sprint | Staffel |
| ------------------- | --------------- | --------------- | --------------- | --------------- | --------------- | -------------------- | ------ | ----------------- | ------ | ------ | ------- |
| 1. Platz            |                 |                 |                 |                 |                 |                      |        |                   |        |        |         |
| 2. Platz            |                 |                 |                 |                 |                 |                      |        |                   |        |        |         |
| 3. Platz            |                 |                 |                 |                 |                 |                      |        |                   |        |        |         |
| Top 10              |                 |                 |                 |                 |                 |                      | 2      |                   | 2      |        |         |
| Punkteränge         |                 |                 |                 |                 |                 |                      | 29     |                   | 29     | 2      |         |
| Starts              |                 |                 |                 |                 |                 |                      | 37     |                   | 37     | 2      |         |
| Stand: Karriereende |                 |                 |                 |                 |                 |                      |        |                   |        |        |         |